# エルサレム・中東聖公会

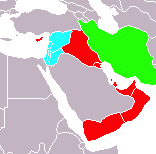
エルサレム・中東聖公会
エルサレム教区
キプロス・湾岸教区
エジプト教区
イラン教区

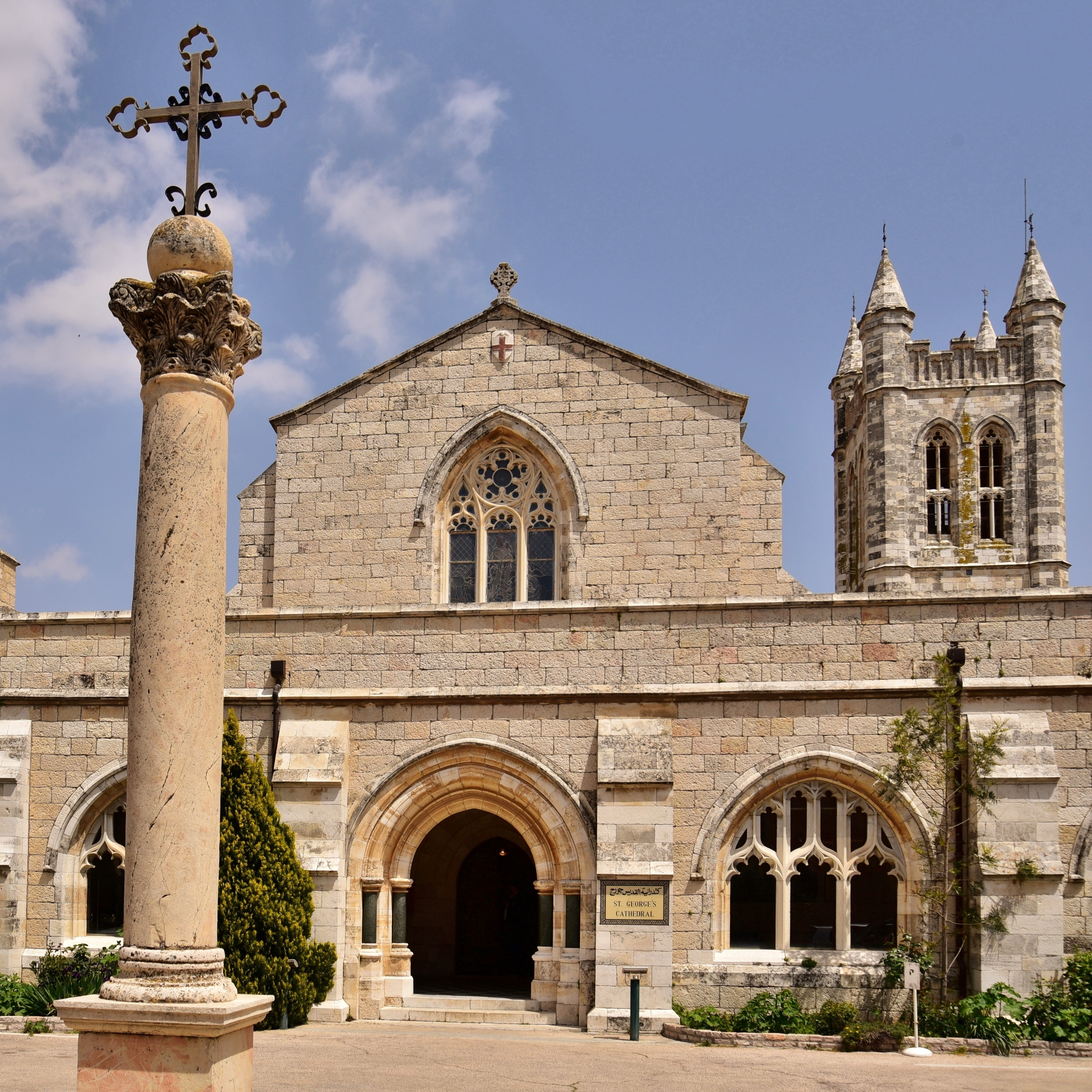
聖ジョージ大聖堂（エルサレム）

エルサレム・中東聖公会（エルサレムちゅうとうせいこうかい、英語: Episcopal Church in Jerusalem and the Middle East）は、アングリカン・コミュニオンの一管区で、東はイランから、西はアルジェリアまで、北はキプロスから南はソマリアまで広がっている。聖公会管区としては一番広い地域をカバーしている。
イスラエル・中東管区には4つの教区がある。
- エルサレム教区 - イスラエル、パレスチナ、ヨルダン、シリア、レバノンをカバー
- キプロス・湾岸教区（Diocese of Cyprus and the Gulf） - キプロス、アラビア半島、イラク
- エジプト教区（Anglican Diocese of Egypt） - 北アフリカ、アルジェリア、チュニジア、リビア
- イラン教区（Diocese of Iran）

各教区は主教（Bishop）を擁く。教区主教から管区代表者（英語ではPresident）が選ばれて、代表者は教区主教の地位は保つ。
エルサレム・中東聖公会には合計で55の集会（教会）があり、信者数は3万5千人である。教育施設・医療施設が約40あり、聖職者は90人である。イスラエルのクリスチャンというと、聖公会エルサレム教区の人々が多い。エルサレム教区の主教座聖堂は、「園の墓」近くの聖ジョージ大聖堂である。